# Burhan G
Burhan Genç (Kopenhagen, 20 januari 1983), beter bekend als Burhan G, is een Deense r&b- en popzanger, singer-songwriter en producer van Turks-Koerdische afkomst. Na twee Engelstalige albums, Playground (2004) en Breakout (2007), brak Burhan G in 2010 door met een gelijknamig album waarop alleen Deense popmuziek stond. Het album Burhan G leverde zes hitsingles op, die samen meer dan 150.000 keer gedownload werden. Burhan G heeft elf keer met een nummer in de download-top 10 van de Deense hitlijsten gestaan en heeft verschillende gouden en platina platen ontvangen.
Burhan G noemt buitenlandse artiesten als Timbaland, Rodney Jerkins, Michael Jackson, Kanye West, Donny Hathaway, Tyrese Gibson, Michael McDonald en Prince voorbeelden voor hem.

## Levensloop
Burhan G. groeide op in Brøndby Strand, samen met zijn ouders en jongere zus. Zijn ouders zijn Centraal-Anatolische Koerden uit het dorp Söğüttepe (Haymana), wat ongeveer 84 kilometer ten zuiden van Ankara ligt. In Brøndby Strand ontmoette hij de leden van de hiphopformatie Outlandish voordat zij doorbraken. Over de invloed van Outlandish op zijn eigen carrière zei Burhan G dat het "de beste muzikale scholing was die je kon krijgen".
Tijdens zijn lagereschoolperiode trad Burhan G op als sopraan in het Københavns Drengekor (vertaling: Kopenhagens Jongenskoor) van het Sankt Annæ Gymnasium. Na de lagere school begon hij aan het Avedøre Gymnasium in Hvidovre, maar hij ging van school in 2000 om met zijn muziekcarrière verder te gaan.
Zijn carrière begon als achtergrondzanger bij Outlandish in 1999 toen hij nog maar 16 jaar oud was. Hij schreef voor Outlandish het refrein van het nummer "Walou" (2000). In 2001 werkte hij mee aan het nummer "I går var det en vild nat" ("Gisteren was het een wilde nacht") van rapper U$Os, dat volgens Koda de grootste zomerhit van dat jaar was.

## Discografie

### Albums
| Jaar | Titel         | Hoogste positie  | Certificering |
| Jaar | Titel         | Deense hitlisten | Certificering |
| ---- | ------------- | ---------------- | ------------- |
| 2004 | Playground    | 29               |               |
| 2007 | Breakout      | 15               |               |
| 2010 | Burhan G      | 2                | - 4× platina  |
| 2013 | Din for evigt | 1                | - Platina     |

### Singles
| Jaar | Titel                                 | Hoogste positie | Hoogste positie | Hoogste positie | Certificering                                 | Album         |
| Jaar | Titel                                 | Download        | Streaming       | Airplay         | Certificering                                 | Album         |
| ---- | ------------------------------------- | --------------- | --------------- | --------------- | --------------------------------------------- | ------------- |
| 2003 | "Burhan G"                            | 4               | —               | 3               |                                               | Playground    |
| 2004 | "Playground"                          | —               | —               | 1               |                                               | Playground    |
| 2004 | "Take U Home"                         | —               | —               | —               |                                               | Playground    |
| 2007 | "Who Is He"                           | 9               | —               | 3               | - Goud (download)                             | Breakout      |
| 2007 | "Can't Let U Go"                      | 25              | —               | —               |                                               | Breakout      |
| 2008 | "Sacrifice"                           | —               | —               | —               |                                               | Breakout      |
| 2008 | "Kun dig"                             | 20              | —               | 16              | - Goud (download)                             | Burhan G      |
| 2009 | "Jeg vil ha' dig for mig selv"        | 8               | —               | 20              | - Platina (download) - Goud (streaming)       | Burhan G      |
| 2010 | "Mest ondt" (met Medina)              | 1               | —               | 1               | - Platina (download) - Goud (streaming)       | Burhan G      |
| 2010 | "Tættere på himlen" (met Nik & Jay)   | 1               | 5               | 6               | - Platina (download) - Platina (streaming)    | Burhan G      |
| 2011 | "Søvnløs"                             | 9               | 4               | 15              | - Platina (download) - Platina (streaming)    | Burhan G      |
| 2011 | "Jeg' i live"                         | 2               | 3               | 2               | - 2× platina (download) - Platina (streaming) | Burhan G      |
| 2013 | "Din for evigt"                       | 1               | 3               | 4               | - Platina (download) - 2× platina (streaming) | Din for evigt |
| 2013 | "Kalder mig hjem"                     | 1               | 2               | 2               | - Goud (download) - 2× platina (streaming)    | Din for evigt |
| 2013 | "Hvorfor ikke mig"                    | 18              | —               | —               |                                               | —             |
| 2014 | "Ikke i nat, ikke endnu"              | 11              | —               | —               | - Platina (streaming)                         | Din for evigt |
| 2014 | "Karma" (met L.O.C.)                  | 1               | 3               | 2               | - Goud (download) - Platina (streaming)       | Din for evigt |
| 2014 | "Kærlighed & krig" (met Molly Sandén) | 3               |                 | 6               |                                               | Din for evigt |

#### Als gastzanger
| Jaar | Titel                                                     | Hoogste positie | Hoogste positie | Certificering                              | Album                 |
| Jaar | Titel                                                     | Download        | Streaming       | Certificering                              | Album                 |
| ---- | --------------------------------------------------------- | --------------- | --------------- | ------------------------------------------ | --------------------- |
| 2004 | "Somebody to Lean On" (Majid met Burhan G)                | —               | —               |                                            | Life Knowledge Poetry |
| 2005 | "Beyond Words" (Outlandish met Burhan G)                  | —               | —               |                                            | Closer Than Veins     |
| 2008 | "Kun for mig" (Medina met Burhan G)                       | —               | —               |                                            | —                     |
| 2008 | "En slags kærlighed" (Waqas met Burhan G)                 | —               | —               |                                            | Øko Logik             |
| 2009 | "Everything Changes" (Dominik de Leon vs Burhan G)        | —               | —               |                                            | —                     |
| 2011 | "Bølgerne ved vesterhavet" (Nik & Jay & Eivør & Burhan G) | 28              | —               |                                            | Engle eller dæmoner   |
| 2011 | "Tag hvad du vil" (Ankerstjerne met Burhan G)             | 2               | 2               | - Platina (download) - Platina (streaming) | Ankerstjerne          |
| 2011 | "Kender mig nu" (Ankerstjerne met Burhan G)               | —               | —               |                                            | Ankerstjerne          |
| 2011 | "Nu er vi to" (Ankerstjerne met Burhan G)                 | —               | —               |                                            | Ankerstjerne          |
| 2011 | "Good Man" (Majid met Burhan G)                           | —               | —               |                                            | Love/Lies             |
| 2011 | "Fugt i fundamentet" (Nik & Ras met Pharfar og Burhan G)  | 1               | 4               | - Goud (download) - Goud (streaming)       | —                     |